# Tian Jia
Tian Jia (chiń. 田佳, ur. 9 lutego 1981 w Tiencinie) – chińska siatkarka plażowa, medalistka igrzysk olimpijskich, mistrzostw świata i igrzysk azjatyckich.

## Życiorys
Tian wraz z Zhang Jingkun reprezentowała Chińską Republikę Ludową na Letnich Igrzyskach Olimpijskich 2000 w Sydney. Odpadły w pierwszej rundzie eliminacji po porażce z niemiecką parą Schmidt/Staub. W 2002 w parze z Wang Fei zdobyła złoty medal podczas igrzysk azjatyckich w Pusan. Z tą samą partnerką wystąpiła na igrzyskach olimpijskich 2004 w Atenach, podczas których dotarła do 1/8 finału, gdzie przegrała z Amerykankami Walsh i May oraz na mistrzostwach świata 2005 w Berlinie, podczas których Chinki zdobyły brązowy medal. Wraz z Wang Jie zajęła 3. miejsce na igrzyskach azjatyckich 2006 w Dosze i 2. miejsce na MŚ 2007 w Gstaad. Tian Jia i Wang Jie zagrały razem w turnieju siatkówki plażowej na Letnich Igrzyskach Olimpijskich 2008 w Pekinie. Dotarły wówczas do finału, gdzie zostały pokonane przez tę samą parę co 4 lata wcześniej.
W World Tour zadebiutowała w 1998. Pierwsze turniejowe podium tych rozgrywek a zarazem pierwsze zwycięstwo osiągnęła w 2003 na Bali z Wang Fei.
Należy do Chińskiej Armii Ludowo-Wyzwoleńczej.